# Питхали
Питхали или Менда (познато и као Милли Ваат и Милани) је традиционално слано јело пореклом из округа Џамалпур у дивизији Мименсинг, Бангладеш. 